# Uniwersytet trzeciego wieku
Uniwersytet trzeciego wieku, UTW – placówka dydaktyczna dla osób w wieku poprodukcyjnym, zwanym trzecim wiekiem. Celem działania jest poprawa jakości życia osób starszych.

## Idea
- Celem działalności uczelni jest aktywizacja ludzi starszych, a także „wykorzystanie potencjału osób starszych na rynku pracy – wiedzy, umiejętności i doświadczenia życiowego, dla rozwoju gospodarczego i społecznego kraju”.
- Starsze pokolenia, przeżywające swoją młodość w czasach wojny, często miało wybór pomiędzy nauką i obroną Ojczyzny i przeważnie decydowało się na to drugie. Tacy ludzie w wyniku różnych zawirowań w życiu niekoniecznie mieli okazję do poszerzania swojej wiedzy oraz swych umiejętności. UTW pozwala na uzyskanie przez takie osoby upragnionej wiedzy.
- Uczelnie są dla nich także miejscem spotkań z podobnymi do nich osobami, które muszą stawiać czoła wielu problemom w tym jednemu, głównemu – problemowi braku akceptacji ze strony młodych.
- Poza tym, po latach wychowywania dzieci i współuczestnictwie w wychowywaniu wnuków, niekiedy utracie współmałżonka i znajomych, nadmiar czasu może być bardzo szkodliwy. W takim przypadku nowa pasja staje się balsamem dla zbolałej duszy, pozwala ponownie otworzyć się na świat i zaakceptować go takim, jakim stał się bez bliskich ludzi.
- Wielu seniorów jest wciąż sprawnych, nie znosi bezczynnego siedzenia w czterech ścianach, potrzebuje pretekstu do wyjścia z domu. Jedną z form aktywizacji starszych ludzi są uniwersytety trzeciego wieku, które stwarzają możliwości ciągłego poszerzania wiedzy, pobudzają do aktywizacji społecznej w interesie jednostki i ogółu, ułatwiają nawiązywanie przyjaźni, zapewniają możliwość dbania o kondycję fizyczną.

## Typy
Podział ze względu na kryterium siły związku z uczelniami:
- model francuski – UTW ściśle związane z ośrodkami akademickimi, cechuje je wysoki poziom działalności dydaktycznej i naukowo-badawczej, zróżnicowane pod względem form organizacyjnych (pełna integracja z uczelnią, ścisła współpraca lub niezależność od uczelni)
- model brytyjski – oparty na samokształceniu i samopomocy seniorów, bez wsparcia ze strony uczelni.

## Oferta programowa[1]
- wykłady, seminaria, konwersatoria
- lektoraty języków obcych
- sekcje lub koła zainteresowań
- kluby i zespoły tematyczne
- warsztaty artystyczne
- zajęcia ruchowe, rekreacyjne, rehabilitacyjne, w tym arteterapia
- imprezy kulturalne, turystyczne i okolicznościowe
- kursy, szkolenia, poradnictwo
- wolontariat, sekcje samopomocy, udzielanie pomocy osobom spoza UTW
- w niektórych UTW zajęcia wakacyjne: wyjazdy, wczasy, zajęcia na ogródkach działkowych

## Finansowanie
- składki członkowskie ustalane dla danej uczelni
- dofinansowanie z budżetu miasta lub regionu
- różne formy sponsoringu
- granty
- wypracowane przez uczelnię środki

Wyjątkowo tylko uniwersytety są finansowane przez państwo, na przykład w Hiszpanii.

## Potrzeba tworzenia UTW
Obecnie osoby starsze stanowią prawie 13% polskiego społeczeństwa, a liczy się, że za 15 lat będą już stanowić 17% ogółu ludności w Polsce. Przemiany gospodarcze, postęp techniczny i ekonomiczny sprawiły, że to właśnie ta grupa polskiego społeczeństwa najmniej zyskała na tych przeobrażeniach, jakie dokonywały się na świecie i w Polsce w ostatnich latach. Często osoby te musiały rezygnować z dalszej edukacji, z przyczyn ekonomicznych czy losowych.
W efekcie tego pozostają niezaspokojone:
- potrzeba samokształcenia
- potrzeba poznawania środowiska
- potrzeba poszerzania wiedzy i umiejętności
- potrzeba wykonywania społecznie użytecznych działań
- potrzeba bycia uznanym za część społeczeństwa, grupy
- potrzeba wypełnienia wolnego czasu
- potrzeba utrzymywania więzi towarzyskich
- potrzeba stymulacji psychicznej i fizycznej
- możliwość realizacji młodzieńczych marzeń, które były dotychczas nie do pogodzenia z życiem zawodowym i obowiązkami wobec rodziny.

## Początki
Początki ruchu uniwersytetów trzeciego wieku sięgają 1972. W tym też czasie profesor Uniwersytetu w Tuluzie, Pierre Vellas, zorganizował spotkanie 40 seniorów, aby zorientować się, czego oczekują od uniwersytetu.
Wówczas stworzono trzy postulaty:
- potencjał medyczny uniwersytetu powinien służyć propagowaniu wiedzy na temat utrzymania zdrowia w wieku starczym,
- upowszechniana wiedza o kulturze powinna być wzbogacona o doświadczenie i wiedzę ludzi starszych,
- potencjał badawczy powinien zostać zmobilizowany dla rozwiązywania problemów ludzi starszych oraz starości.

## Na świecie

### Francja
Pierwszy UTW powstał w 1973 w Tuluzie we Francji, założony przez Pierre’a Vellasa, który w centrum uwagi postawił badania naukowe, ażeby pomóc wszystkim ludziom starszym. Dwadzieścia lat później istniało we Francji ponad 40 tego typu placówek.
Genezę uniwersytetów trzeciego wieku można wyprowadzić z szerszego kontekstu społecznego. W Europie i na świecie zaczął się coraz gwałtowniejszy proces starzenia się ludności, a także młodzież na uniwersytetach Europy Zachodniej chciała zreformować uczelnie. Na ich potrzeby uniwersytety odpowiedziały projektem otwarcia uczelni dla innych grup wiekowych, również dla emerytów. Na kilku kierunkach studiów młodzi ludzie mieli kontaktować się z dorosłymi i starszymi osobami „które mogłyby dzielić się swoim doświadczeniem życiowym i zawodowym”. Celem takiego działania było zarówno rozbicie młodzieżowej grupy rówieśniczej, jak i pozyskanie nowych słuchaczy i pieniędzy, a dla kadry naukowej uczelni: pola dla pracy dydaktycznej i badawczej.
Zapoczątkowany przez Pierre’a Vellasa ruch stawia przed sobą trzy główne cele:
- intelektualny i administracyjny potencjał uniwersytetów powinien być użyty dla dalszego kształcenia ludzi starszych
- uniwersytet trzeciego wieku powinien być instytucją prowadzącą badania gerontologiczne w interesie ludzi starszych
- jego rolą społeczną powinno być umożliwianie wymiany kulturalnej między generacjami oraz udział w prewencji geriatrycznej.

Uniwersytety trzeciego wieku osadzone w Centrach Dalszego Kształcenia mogły łatwiej kontynuować swoją działalność ze względu na zabezpieczenie personalne i materialne i dlatego UTW miały mocne postawy do instytucjonalizacji.
Pierwszy uniwersytet trzeciego wieku miał cechy modelu francuskiego:
- wysoki poziom działalności dydaktycznej i naukowo-badawczej
- zróżnicowanie form organizacyjnych od pełnej integracji z uczelnią przez ścisłą współpracę z uczelnią, do niezależności[5].

Francuski model realizowany był zarówno poprzez tworzenie nowych struktur, jak i w oparciu o istniejącą strukturę oświaty dorosłych. (Podobny model realizowały: Belgia, Hiszpania, Włochy, Szwecja).
UTW we Francji tworzą autonomiczne instytuty, stanowią również część uniwersyteckiego Centrum Dalszego Kształcenia albo posiadając strukturę stowarzyszenia, wiążą się formalnie lub nieformalnie z uniwersytetem.
Obecnie idea kształcenie we francuskich UTW, kiedyś określona mianem segregacyjnej, zmieniła się w koncepcję uniwersytetu dla wszystkich grup wiekowych (Universite Tous Ages). Zmiany te wynikały zarówno z rozwoju Centrów Dalszego Kształcenia na uniwersytetach, jak i z tendencji na rynku pracy. UTW funkcjonujące w Centrach Dalszego Kształcenia mogły łatwiej kontynuować działalność ze względu na korzystniejsze warunki materialne, jak i kadrowe. Centra te bowiem istnieją we wszystkich francuskich uniwersytetach.
Idea uniwersytetu dla wszystkich grup wiekowych przyczynia się według osób organizujących tę działalność do szeroko rozumianej wymiany międzygeneracyjnej. Na jednej z konferencji organizowanej przez Łódzki Uniwersytet Trzeciego Wieku od wielu lat współpracujący z francuskim uniwersytetem w Lyonie omówiono podstawowe zasady realizowanego we Francji programu kształcenia osób starszych. Kształcenie to prowadzone jest w studium i umożliwia otrzymanie dyplomu kuratora społecznego. Program składa się ze szkolenia teoretycznego z zakresu takiej oto tematyki: doradztwa społecznego, wolontariatu, zagadnień prawnych, problematyki pokolenia młodych osób. Cykl kształcenia przewiduje również staż zawodowy. Otrzymanie dyplomu ma uprawniać osoby starsze do pracy na rzecz młodzieży, a także osób starszych mających ograniczone możliwości samodzielnego funkcjonowania.

### Wielka Brytania
W 1981 roku idea UTW trafiła do Wielkiej Brytanii. Grupa entuzjastów z Cambridge stworzyła model nieco odmienny od francuskiego zakładającego zależność organizacji od uniwersytetów. Model brytyjski, nazywany też modelem Cambridge, został oparty na samopomocy i pomocy wzajemnej słuchaczy.
J. Halicki jako główne cechy tego modelu wyróżnia:
- brak wsparcia ze strony uczelni
- samopomoc jako główna metoda kształcenia, brak podziału na studentów i wykładowców. Seniorzy sami organizują zajęcia, wykorzystując własną wiedzę i doświadczenie
- kładzie się nacisk na eksperyment i nauczanie grupowe[8].

UTW w Wielkiej Brytanii może zostać założony właściwie przez każdą osobę. Istnieją zarówno uniwersytety liczące kilkaset członków, jak i małe, liczące od kilkunastu do kilkudziesięciu członków. Te ostatnie funkcjonują zazwyczaj w mniejszych miejscowościach. Oferta edukacyjna uniwersytetów jest zróżnicowana: wykładane są zarówno przedmioty akademickie, ale także prowadzone są zajęcia praktyczne. Program w znacznej mierze zależy od tego, czym interesują się studenci i jakie posiadają umiejętności. Niektóre uniwersytety współpracują ze szkołami wyższymi, większość jednak pozostaje zupełnie niezależnymi ośrodkami kształcenia ludzi starszych, spełniającymi oprócz funkcji poznawczych również integracyjne i terapeutyczne.
Słuchaczami brytyjskich UTW są przede wszystkim kobiety, osoby będące na emeryturze, posiadające wykształcenie średnie lub wyższe, reprezentujące klasę średnią. Zajęcia prowadzone na niektórych UTW odbywają się w wynajętych pomieszczeniach, są również takie UTW, które organizują zajęcia w prywatnych domach swoich słuchaczy. Odnośnie do poziomu wykształcenia, czy wieku słuchaczy, brytyjskie uniwersytety nie stawiają formalnych wymagań. Realizowanie zasady samopomocy (self-help) umożliwia uniwersytetom niezależny rozwój. Dofinansowanie ich działalności przez rząd dotyczy jedynie wybranych programów.
Brytyjskie UTW stworzyły program nazwany SCE (Standing Committee for Education). Jego celem jest koordynacja działalności uniwersytetów brytyjskich i wymiana informacji między ich słuchaczami, która odbywa się głównie przez Internet. Cele szczegółowe programu to:
- gromadzenie materiałów edukacyjnych dla słuchaczy: kaset, slajdów, CD-ROM
- redagowanie magazynu dla słuchaczy UTW – biuletynu zatytułowanego Sources
- organizowanie studiów dla osób zainteresowanych wybranym tematem, co umożliwia kontaktowanie się za pośrednictwem Internetu osobom o podobnych zainteresowaniach, organizowanie nauki on-line[10].

### Portugalia
Początek ruchu UTW w Portugalii datuje się na rok 1993. UTW nie są tutaj formalnie połączone z uniwersytetami regularnymi. Zajęcia realizowane są z różnorodnych tematów: socjologii, teologii, historii, lektoratów języków obcych i literatury. Organizowane są również wycieczki i zajęcia ruchowe. Szczególnie duże znaczenie nadaje się zajęciom artystycznym, zwłaszcza rękodzielnictwu. Programy zajęć dostosowane są do różnorodnych potrzeb starszych Portugalczyków, a ponieważ wśród najstarszej generacji istnieje problem analfabetyzmu, na uniwersytetach prowadzi się też naukę czytania i pisania.

### Hiszpania
W Hiszpanii, począwszy od 1978, podjęto się na zlecenie Ministerstwa Kultury opracowania planu rozszerzenia koncepcji UTW. Hiszpania jako pierwsza włączyła się w tę inicjatywę do narodowego systemu edukacyjnego. W tym czasie działalność UTW nie była lokalną inicjatywą, była raczej działalnością zależną od aktualnych uwarunkowań systemu edukacyjnego Hiszpanii, który przechodził wówczas reformę mającą na celu praktyczną realizację koncepcji edukacji permanentnej.
Obecnie ruch UTW w Hiszpanii posiada cechy wynikające z zasad funkcjonowania społeczeństwa obywatelskiego, a w rozwoju ruchu, podobnie jak w innych państwach zaznacza się różnorodność celów i sposobów działania wynikająca z uwarunkowań lokalnych.
Przykłady działalności UTW w miejscowościach Calpe, Fuengirola – Costa del Sol i w Grenadzie. W Costa del Sole mieszka grupa wielonarodowościowa m.in. Brytyjczycy, Skandynawowie, Niemcy Francuzi. Ponieważ większość z tych osób biegle porozumiewa się w języku angielskim, postanowiono stworzyć placówkę, która poprzez wspólną naukę i zabawę mogłaby zintegrować te osoby. Organizacją UTW zajęły się dwie kobiety Carmell Dight i Avril Watson.
W 1997 założono w Marbella UTW, który początkowo skupiał 37 osób. W podobnym okresie zaczął funkcjonować UTW w Fuengirola skupiający 53 słuchaczy. Po połączeniu tych grup do 2003 roku słuchaczami UTW stało się już ponad 400 osób. W październiku 2003 uniwersytety zaczęły ponownie działać samodzielnie. UTW we Fuengirola zrzesza obecnie ponad 280 członków. Zajęcia odbywają tutaj od października do maja. W ofercie programowej znajduje się 30 rodzajów zajęć m.in.: z muzyki, sztuki, teatru, polityki, historii, wydarzeń bieżących, filozofii, lektoratów języka obcego, geologii, medycyny i psychologii. Działalność uniwersytetu finansowana jest głównie ze składek członkowskich. Uniwersytety korzystają również ze wsparcia sponsorów, a przede wszystkim wolontariuszy, którzy są słuchaczami.
W miejscowości Calpe, która jest również wielonarodowościowa, w 2002 roku UTW stworzyła grupa emerytowanych Brytyjczyków. Początkowo stowarzyszenie skupiało 50 członków, a w rok później ponad 100. Koncepcja tego uniwersytetu, podobnie jak większości współczesnych hiszpańskich UTW, oparta jest na modelu samopomocy. Uczestnicy uniwersytetu spotykają się w swoich domach, sami także prowadzą wszystkie zajęcia. Prace administracyjne wykonują również słuchacze UTW. Nie ma stałej siedziby uniwersytetu, dlatego nie ponosi się kosztów związanych z wynajmowaniem i użytkowaniem pomieszczeń.
W Grenadzie, w 1995, na miejscowym uniwersytecie regularnym stworzono program o nazwie Permanent Hall of Open Education, adresowany do osób, które ukończyły 50 lat. Główne cele programu określono jako edukacja osób starszych oraz integracja międzypokoleniowa. Starsi studenci uczą się wspólnie z młodszym pokoleniem. Podobne są warunki studiowania dla osób różnych generacji, starsi nie są jednak zobowiązani do zdawania egzaminów i uczestniczenia w trwającym 3 lata Specjalnym Programie Kształcenia. Jeśli jednak oddają prace zaliczeniowe z wybranych przedmiotów, otrzymują oficjalny dyplom ukończenia Specjalnego Programu dla Starszych Studentów. Program ten składa się z następujących przedmiotów: nauki ścisłe i techniczne, filozofia, historia i biologia, a także do wyboru: kursy ITC, gimnastyka, pływanie i taniec.

### Szwajcaria
W Szwajcarii pierwszy UTW powstał w Genewie, z inicjatywy lekarza – prof. Geinsendorfa. We francuskojęzycznej części tego państwa funkcjonują UTW, a w niemieckojęzycznej uniwersytety dla seniorów. Te drugie musiały istnieć w ramach szkoły wyższej, która opracowywała formy i treści kształcenia, a jej zadaniem było zapoznanie studentów z określonymi dziedzinami wiedzy. Studenci mogli kontynuować kształcenie na uniwersytecie ludowym, a także na regularnych studiach uniwersyteckich. Z kolei w uniwersyteckich placówkach przeznaczonych dla seniorów nie obowiązywały zasady dotyczące ograniczeń wiekowych. Prowadzono zajęcia w formie kursów i seminariów, a także wzorując się na francuskim modelu UTW słuchacze mogą uczestniczyć w badaniach naukowych.

### Austria
Austria to kraj posiadający bogatą tradycję kształcenia dorosłych. Kształcenie seniorów w Austrii nie jest bowiem oparte ani francuskim modelu UTW, ani też na modelu brytyjskim. Pod koniec lat 70. ułatwiono seniorom podejmowanie studiów uniwersyteckich najczęściej jako wolnym słuchaczom. Studia mogli podjąć również seniorzy nieposiadający matury. Studiującymi seniorami określano kobiety od 40, a mężczyzn od 45 lat. UTW w Austrii to faktycznie stowarzyszenia studiujących starszych studentów na regularnych uniwersytetach, które walczą o prawa studentów seniorów. w roku akademickim 1978/79, w ramach socjogerontologicznego projektu badawczego, rozpoczęto w Wiedniu pracę Studium Seniorów. Tego rodzaju inicjatywa jest możliwa we wszystkich 18 austriackich uniwersytetach i wyższych szkołach artystycznych. Możliwe jest studiowanie bez matury, nie łączy się ono jednak z otrzymaniem stopnia naukowego.

### Holandia
Uniwersytecki model kształcenia seniorów w Holandii powstał w połowie lat 80. Wyższe Kształcenie Osób Starszych (Hoger Onderwijs Voor Ouderen), jest modelem ogólnego akademickiego kształcenia seniorów. Instytucje wchodzące w skład HOVO noszą różne nazwy.
Pierwsza placówka powstała na Uniwersytecie w Groningen z inicjatywy C.J. Tempelmana w 1986 roku. W latach 1986–1989 zorganizowano przy dziewięciu uniwersytetach placówki kształcenia ludzi starszych. W 1994 r. było ich 21, a w 2002 r. 25. Większość z nich była zrzeszona na uniwersytetach, oparta na brytyjskim modelu samopomocy np. w Roosendaal. Holenderskie uniwersytety realizują rygory akademickiego standardu kształcenia. W wielu uniwersytetach realizowane są specjalne programy kształcenia seniorów, umożliwiające zdobycie dyplomu z określonej dziedziny wiedzy.

### Niemcy
Niemieckie UTW najczęściej połączone są z uniwersytetami. Programy nauczania są przygotowywane przez profesorów akademickich, a metody kształcenia dostosowane do specyficznych potrzeb osób starszych. W Niemczech funkcjonują trzy typy placówek dla seniorów. Pełnią one funkcję edukacyjną i integracyjną.
Do tego rodzaju instytucji należą:
- uniwersytety ludowe,
- centra szkoleniowe,
- centra akademie dla seniorów,
- otwarte dla wszystkich grup wiekowych placówki szkolnictwa wyższego.

### Szwecja
W Szwecji pierwszy UTW powstał w 1979 r. w Uppsali. Od tego czasu powstało 16 tego typu placówek. Celem szwedzkich uniwersytetów trzeciego wieku jest dostarczenie ludziom w wieku emerytalnym bodźca intelektualnego. Strukturalnie nie są one bezpośrednio związane z uniwersytetami, lecz należą do placówek określanych mianem Folkuniversitet, czyli uniwersytet ludowy.

### Słowenia
Do początku lat 80. kształcenie osób starszych było w Słowenii nieznane, mimo iż edukacja dorosłych w tym kraju rozwijała się dobrze. Była ona jednakże związana z zawodem, pracą lub istniejącą ideologią. Wyłącznie nieznaczna liczba naukowców i nauczycieli zdawała sobie sprawę ze znaczenia kształcenia ludzi starszych. Na zmianę tego stanu rzeczy wpłynęły dopiero zmiany polityczne, które uzmysłowiły konieczność „humanizowania” edukacji. Początek kształcenia seniorów w tym kraju wiąże się z osobą Dušany Findeisen, nauczycielki języka francuskiego. W 1994 roku powstał pierwszy w Słowenii uniwersytet trzeciego wieku.

### Dania
Dania ma długą tradycję kształcenia dorosłych, również specjalnego kształcenia osób starszych na uniwersytetach. Duńskie UTW to głównie takie, które są stowarzyszone z uniwersytetami, ale zarządzane i prowadzone przez wolontariuszy, należą do placówek określanych jako uniwersytety ludowe.

### Finlandia
W Finlandii pierwszy UTW powstał w 1985 r. na Uniwersytecie w Javaskyla. Utworzono go dzięki współpracy wydziałów nauk medycznych i psychologii oraz uniwersytetu letniego. Jego założycielem był Eino Heikkinen. UTW w Finlandii prowadzą badania naukowe, nawiązują współpracę międzynarodową, a średnia wieku słuchaczy kształtuje się między 56 a 66 rokiem życia. Powstała w 1989 roku rada koordynuje kontakty między uniwersytetami trzeciego wieku. Narodowy Komitet Doradczy uznał, iż UTW są częścią uniwersytetu. Zostało to potwierdzone w 1991 roku, kiedy Ministerstwo Edukacji ogłosiło uniwersytety trzeciego wieku jako część składową uniwersytetów otwartych.

### Irlandia
W Irlandii kształcenie omawianego rodzaju realizowane jest przez narodowy ruch edukacyjny dla osób starszych, nazywany Federation of Active Retirement Association (FARA). Nie używa się tutaj określenia UTW. Model kształcenia seniorów jest jednak bardzo zbliżony do samopomocowego modelu brytyjskiego. Członkowie FARA organizują spotkania edukacyjne, kulturalne i ruchowe. Istnieje około 80 afiliowanych stowarzyszeń mających w sumie około 8000 członków. Najwięcej z nich funkcjonuje w rejonie Dablina, choć w ostatnich latach dostrzega się, że rozwój tych organizacji jest coraz większy również w innych częściach wyspy. Cechą charakterystyczną w rozwoju tego irlandzkiego ruchu jest realizacja projektu Agelinks tworzonego przez FARA. Projekt ma na celu międzypokoleniową integrację dzieci z lokalnych szkół, z ludźmi starszymi z lokalnych stowarzyszeń FARA.

### Stany Zjednoczone
Zupełnie inaczej sytuacja przedstawia się w Stanach Zjednoczonych. Uniwersytety trzeciego wieku były niczym innym jak elderhostel.
Pierwotna koncepcja elderhostel realizowana była w Stanach Zjednoczonych od 1975 r. Opracowana została przez Martina Knowltona, który pomysł na stworzenie takiej wspólnoty zaczerpnął z europejskich schronisk młodzieżowych. Celem tego programu było zachęcenie ludzi starszych do kształcenia, a poprzez to zapobieganie ich wycofywaniu się z życia społecznego. Program realizowany był w miesiącach wakacyjnych, podczas których można było wykorzystać pomieszczenia uniwersytetów. Jest on niecodzienną formą spędzania urlopu szkoleniowego, podczas którego można poznać nie tylko ciekawych ludzi, ale również wzbogacić się o nowe wiadomości.
Pierwszy program w ramach elderhostel miał miejsce latem 1975 roku w Uniwersytecie w New Hampshire i objął 200 osób. z kolei drugi turnus w tym samym roku liczył już 2000 osób, a dalsze 1000 osób nie zakwalifikowano z powodu braku miejsc. W ciągu 17 lat istnienia programu elderhostel uczestniczyło w nim ponad 170 tys. osób i ponad 1000 instytucji zajmujących się kształceniem w USA, Kanadzie i 40 innych krajach.
Innym amerykańskim modelem kształcenia seniorów wykazującym pewną zgodność z elderhostel jest akademia dla ludzi starszych, w której programy uniwersyteckie inicjowane i opracowywane są przez samych seniorów. Ważne jest w tej koncepcji, iż uczestnicy są zarówno nauczycielami, jak i uczniami. Opracowano ją w Instytucie Emerytowanych Profesjonalistów w 1962 roku. Program ten jest realizowany w ponad 50 uniwersytetach, jak też w ramach wielu prywatnych placówek kształcenia ludzi starszych.

### Nowa Zelandia
W uniwersytetach Nowej Zelandii kształci się niewielka liczba ludzi starszych. Kształcenie seniorów wiąże się z początkiem działalności na gruncie nowozelandzkim elderhostel i uniwersytetu trzeciego wieku. Grupa uniwersytetów i politechnik Nowej Zelandii utworzyła Kolegium dla Seniorów, w którym zamierzano realizować koncepcję amerykańskich elderhostel. Okazało się, przysposobienie modelu amerykańskiego nie jest łatwe w kraju z innym podłożem ekonomicznym i kulturowym oraz z innymi oczekiwaniami w stosunku do kształcenia na poziomie wyższym. O wiele lepiej przyjęła się brytyjska odmiana uniwersytetu trzeciego wieku, którego niewielkie grupki bazują na koncepcji self-directed learning stosowanej przez wielu nauczycieli oświaty dorosłych. Uczestnicy sami decydują o programie i sposobie jego realizacji. Ważny jest również fakt, iż nie trzeba opłacać tutorów, a koszty udziału są niewielkie.

## Podsumowanie
Zarys edukacji ludzi starszych można podzielić na dwa okresy. Pierwszy trwający do końca lat 60. traktował kształcenie seniorów jako formę polityki społecznej. Zwolennikiem takiego pojmowania edukacji jest amerykański gerontolog Harry R. Moody. Natomiast w latach siedemdziesiątych McClusky wysunął tezę o pozytywnej naturze edukacji i potencjale, który posiada każda osoba bez względu na wiek. Pogląd ten zdają się podzielać zarówno twórcy ruchu uniwersytetów trzeciego wieku, jak i elderhostel.
Często trudno jest oddzielić instytucje edukacyjne przeznaczone dla ogółu dorosłych od tych, których programy skierowane są do seniorów, albowiem jedne wyrastają z drugich. W krajach skandynawskich początkowe oferty dla osób starszych w ramach oświaty dorosłych zostały w dużej mierze zastąpione przez specjalistyczną ofertę dla seniorów. We Francji uniwersytety trzeciego wieku zaczęły otwierać się dla ludzi w średnim wieku i młodszym. Inicjatywa tworzenia instytucji edukacyjnych dla seniorów zazwyczaj wychodziła od pojedynczych osób lub małych grup. Rzadziej pomysłodawcą tego typu działalności były władze państwowe czy samorządowe. Wyjątkiem są tu kraje Dalekiego Wschodu, a przede wszystkim Japonia.
Należy podkreślić, iż w literaturze przedmiotu na początku XXI wieku trwa dyskusja co do dalszych kierunków rozwoju UTW. W szczególności podkreśla się, że podmioty te wymagają reform i dostosowań do: potrzeb przedstawicieli młodszych pokoleń, zastosowania nowych technologii cyfrowych, edukacji międzypokoleniowej, kształcenia osób „czwartego wieku”, pełnego zastosowania technik z zakresu geragogiki, upowszechniania inkluzji społecznej oraz e-learningu.

## W Polsce

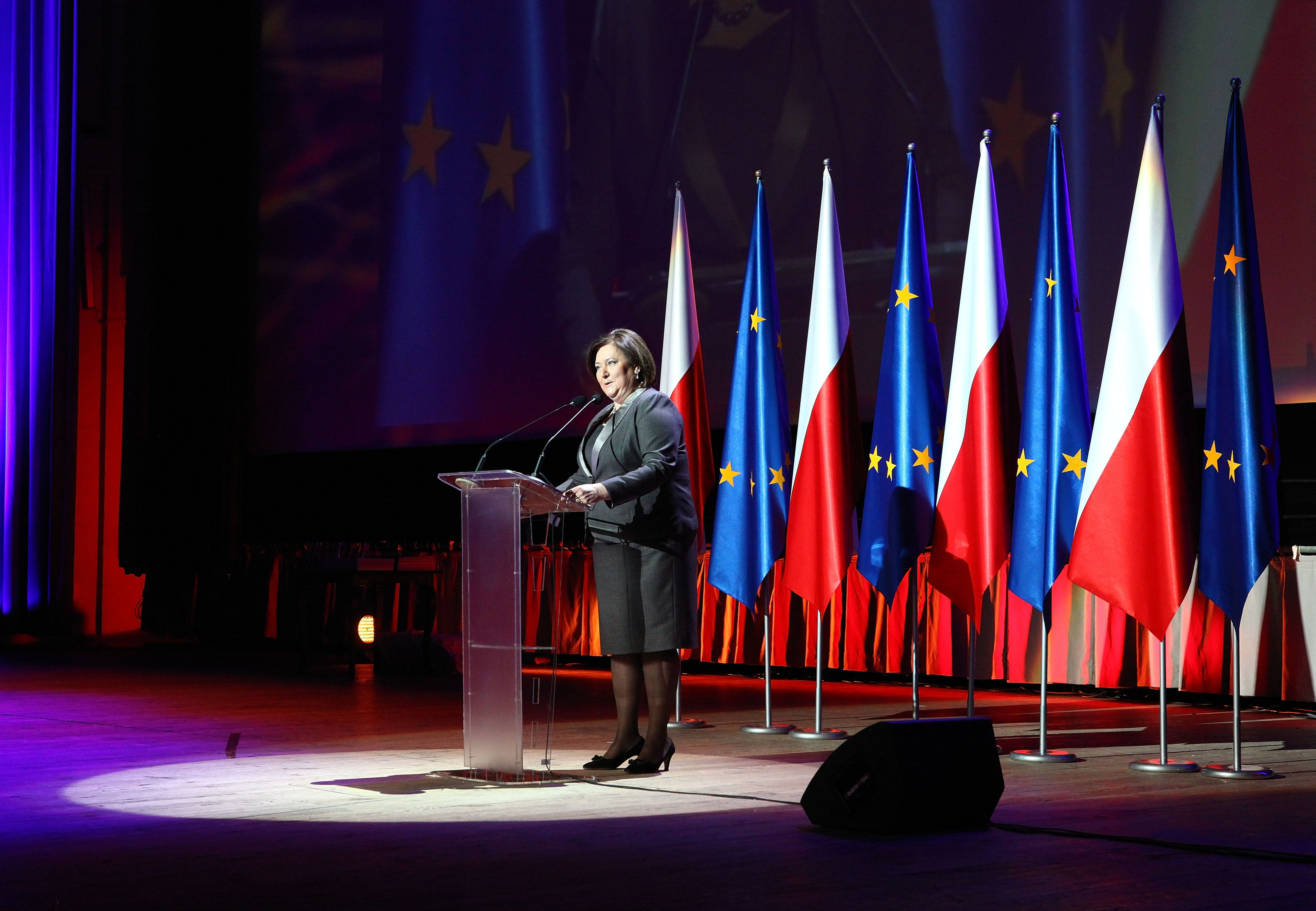
Pierwsza Dama Anna Komorowska podczas I Kongresu Uniwersytetów Trzeciego Wieku w Warszawie (2012)

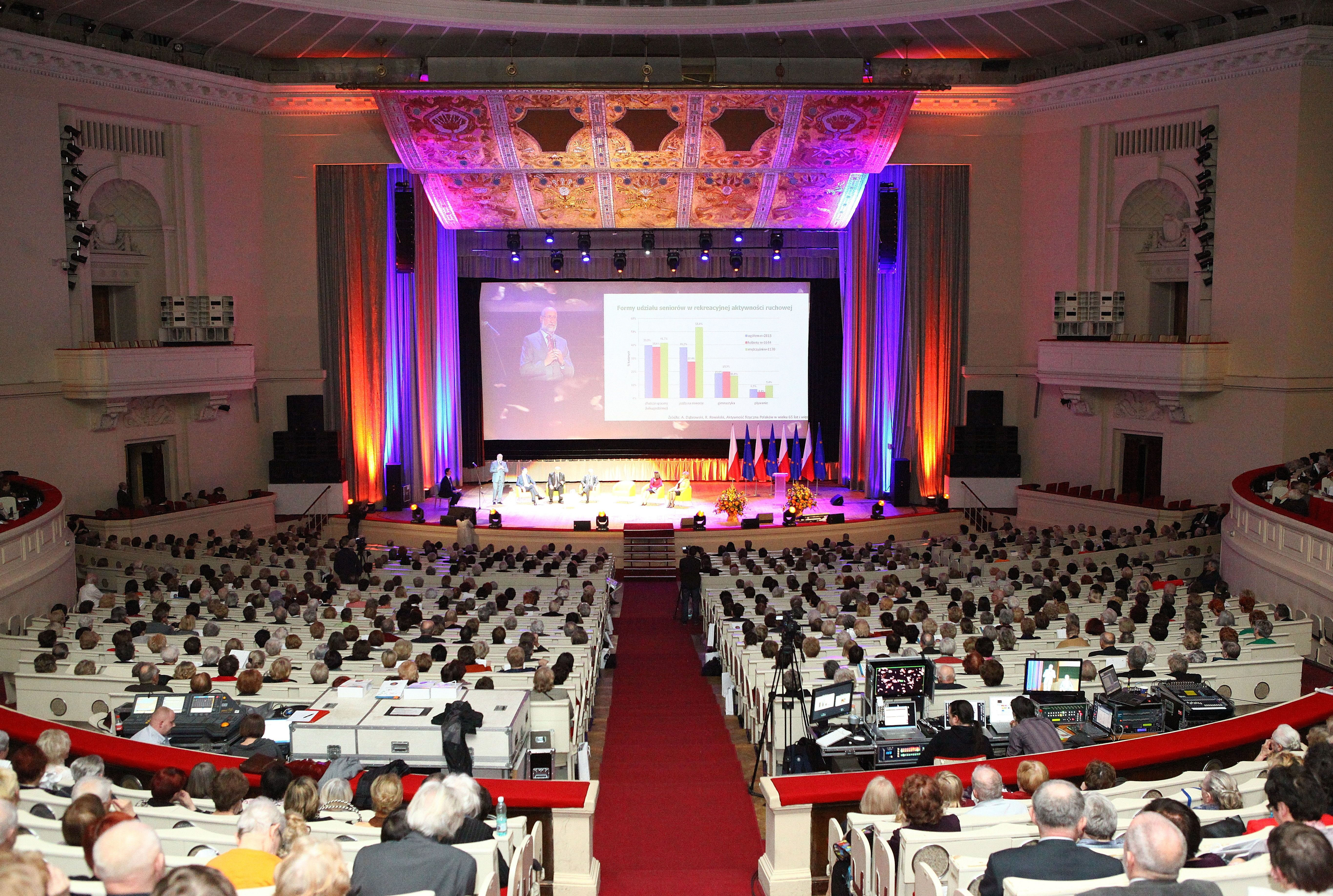
Uczestnicy I Kongresu Uniwersytetów Trzeciego Wieku, Sala Kongresowa w Pałacu Kultury i Nauki

W wyniku współpracy i kontaktów naukowych profesor Haliny Szwarc z profesorem Pierre’em Vellasem utworzyli uniwersytet trzeciego wieku w Warszawie. Pod nazwą Studium III Wieku, 12 listopada 1975 roku, inaugurowano pierwszy rok akademicki UTW.
Cele pierwszego UTW:
- włączenie osób starszych do systemu kształcenia ustawicznego
- aktywizacja intelektualna, psychiczna i fizyczna słuchaczy
- opracowanie metod edukacji i wdrożenie profilaktyki gerontologicznej
- prowadzenie obserwacji i badań naukowych (Informator Sekcji UTW przy PTG, 1987)

Intensywny rozwój UTW przypadł na lata 1975–1979 (powstały UTW we Wrocławiu, Opolu, Szczecinie, Poznaniu, Gdańsku, Łodzi). Po kilkuletniej przerwie, po roku 1982, zaczęły znów powstawać nowe tego typu instytucje. Po 1989 roku nastąpił dalszy rozwój UTW w wyniku zmian systemowych, jak również rosnącej populacji ludzi starszych w kraju. W ostatnich kilku latach nastąpiło przyspieszenie w rozwoju ruchu UTW w Polsce.
Polska była trzecim krajem na świecie (za Francją i Belgią), w którym rozwinął się ruch UTW. Pierwszy polski UTW zaczął funkcjonować równocześnie z pierwszym UTW w Szwajcarii, we Włoszech i Kanadzie już w roku 1975. W 1975 r. Centrum Kształcenia Podyplomowego w Warszawie rozpoczęło szkolenie w zakresie gerontologii – klinicznej, eksperymentalnej i społecznej.
W 1976 roku, we Wrocławiu, powstaje drugi polski UTW, zorganizowany został przy współpracy H. Szwarc, pod kierownictwem Czesława Kępińskiego, powstał z inicjatywy Wojewódzkiej Rady Związków Zawodowych, Wydziału Zdrowia i Opieki Społecznej Urzędu Wojewódzkiego, dyrekcji Wojewódzkiego Szpitala Zespolonego oraz Kierownictwa Międzyzakładowego Uniwersytetu Robotniczego. Ideę tę poparł Uniwersytet Wrocławski oraz Akademia Wychowania Fizycznego.
Trzeci UTW powstaje w 1977 w Opolu z inicjatywy Wojewódzkiego Ośrodka Opiekuna Społecznego pod patronatem Wyższej Szkoły Pedagogicznej (ob. Uniwersytet Opolski). W 1978 roku powstaje UTW w Szczecinie.
Kolejny UTW powstał w 1979 w Poznaniu. Początkowo działał on na zasadzie afiliowania przy różnych instytucjach związanych z opieką społeczną, a jego organizatorem był Wojewódzki Ośrodek Opiekuna Społecznego przy Wojewódzkim Szpitalu Zespolonym. Potem uzyskał możliwość włączenia się w działalność Studiów Otwartych Uniwersytetów.
Następnie powstawały UTW:
- w 1979 w Łodzi – z inicjatywy Heleny Kretz
- w 1979 w Gdańsku (rozwiązany, ponownie zaczyna działać w 2004 r.)
- w 1982 krakowski UTW jako międzyuczelniane studium UJ i Akademii Medycznej
- w 1982 w Katowicach – inicjatorka Janina Szyjkowska
- UTW w Rzeszowie powstał w 1983 r. z inicjatywy Genowefy Kruczek–Kowalskiej
- w 1985 powstał UTW w Lublinie
- w 1987 powstał drugi warszawski UTW – na Mokotowie
- w 1989 powstaje UTW w Toruniu.

Kolejne:
- 1992 Zielona Góra
- 1992 Zakopane
- 1993 Gorzów Wielkopolski
- 1993 Koszalin
- 1996 Bydgoszcz[24]
- następnie w Białymstoku, Częstochowie, Olsztynie, Sandomierzu, Oświęcimiu, Bielsku–Białej, Żarach, Świebodzinie, Lesznie, Elblągu.

W 2001 po raz pierwszy zaczęły działać UTW m.in.: w Mazowieckim Centrum Kultury w Warszawie i w Tomaszowie Lubelskim, ten drugi jest on filią Lubelskiego UTW. W roku 2002 powstały UTW w: Rybniku, Zabrzu, Zamościu, Stargardzie Szczecińskim, Głogowie. W 2003 roku powstał UTW w Pabianicach. W 2004 roku powstały UTW w Gdańsku, Zielonce, w Nowym Sączu, Gdyni i w Sosnowcu.
Już w pierwszych latach istnienia UTW ich organizatorzy i kierownictwo zauważyli konieczność powołania wspólnej organizacji zrzeszającej ich uczelnie, koordynującej współpracę. Wniosek o utworzenie Sekcji Uniwersytetów Trzeciego Wieku przy Polskim Towarzystwie Gerontologicznym (PTG) zatwierdzono podczas walnego zgromadzenia PTG w Białymstoku we wrześniu 1981 roku, a jej przewodniczącą została profesor H. Szwarc. Sekcja polskich UTW należy do Międzynarodowego Stowarzyszenia Uniwersytetów Trzeciego Wieku (AIUTA)
Sekcja za nadrzędny cel działalności UTW uznała: „poprawę jakości życia osób starszych, stworzenie warunków do dobrego starzenia się, przełamywanie błędnych stereotypów i wyobrażeń przypisujących ludziom starym role upośledzonych fizycznie i umysłowo. Celowi temu służy włączenie osób starszych do systemu kształcenia ustawicznego w oparciu o potencjał intelektualny, naukowy i bazę materialną wyższych uczelni” (Informator Sekcji UTW przy PTG, 1986).
Obecnie w Polsce działa blisko 400 Uniwersytetów Trzeciego Wieku, które średnio zrzeszają 230 słuchaczy, co daje łącznie około 90 tys. osób. Na stronie internetowej poświęconej uniwersytetom trzeciego wieku możemy zapoznać się z ich działalnością.
Uchwałą z 1 lutego 2012 Senat RP zdecydował o ustanowieniu roku 2012 Rokiem Uniwersytetów Trzeciego Wieku. Podczas obchodów w dniach 19–20 marca 2012 w Warszawie odbył się I Kongres Uniwersytetów Trzeciego Wieku.

### Przykładowe placówki
Uniwersytet Trzeciego Wieku Państwowej Wyższej Szkoły Zawodowej im. Papieża Jana Pawła II w Białej Podlaskiej powstał w 2005. Słuchacze korzystają z szerokiej oferty zajęć fakultatywnych m.in. z: zajęć z języka angielskiego, informatyki, gimnastyki usprawniającej, z gimnastyki na basenie, warsztatów interpersonalnych, tańca towarzyskiego, zajęć ze śpiewu, wszelkiego rodzaju warsztatów tematycznych. Dzięki staraniom Rady Programowej słuchacze mają możliwość uFczestniczenia w ciekawych wykładach akademickich, spotkaniach literackich, kulturalnych, sportowych, turystycznych, spotkaniach wyjazdowych związanych z kulturą, poznawaniem regionów i historii Polski. Słuchacze aktywnie uczestniczą w życiu akademickim Uczelni, biorą udział we wszelkiego typu imprezach akademickich, włączają się w organizowane akcje społeczne, wspólnie ze społecznością akademicką tworzą wielopokoleniową platformę wymiany doświadczeń, uczestnicząc i kultywując rocznice świąt narodowych. Celem Uniwersytetu jest wyjście naprzeciw osobom, które zakończyły karierę zawodową, osobom samotnym i stworzenie możliwości udziału osób starszych w:
- procesie edukacyjnym w zakresie różnych dziedzin wiedzy
- realizacji osobistych zainteresowań
- utrzymaniu sprawności psychicznej i fizycznej
- życiu kulturalnym i społecznym.

Gnieźnieński Uniwersytet Trzeciego Wieku rozpoczął swą działalność w roku 2006. Został powołany przez Towarzystwo Miłośników Gniezna z inicjatywy środowiska nauczycielskiego i rektorów gnieźnieńskich szkół wyższych. GUTW finansuje swą działalność ze składek członkowskich słuchaczy, a także współpracuje z Liceum Ogólnokształcącym nr 1 im. Bolesława Chrobrego, Medycznym Studium Zawodowym, Biblioteką Publiczną, Teatrem im. Aleksandra Fredry, Zespołem Państwowych Szkół Muzycznych, Muzeum Początków Państwa Polskiego, Miejskim Ośrodkiem Kultury i Młodzieżowym Domem Kultury.
Swoim słuchaczom gnieźnieńska instytucja proponuje następujące typy aktywnego działania:
- wykłady ogólne prowadzone przez wybitnych specjalistów z różnych dziedzin
- zajęcia w sekcjach zainteresowań:
- lektoraty języków obcych (angielski, niemiecki, francuski)
- turystyka
- terapia ruchem
- terapia zajęciowa
- plastyka
- informatyka
- salon polityczny
- zajęcia poetycko-literackie.

Elbląski Uniwersytet Trzeciego Wieku działa przy Elbląskiej Radzie Konsultacyjnej Osób Niepełnosprawnych, pod patronatem Elbląskiej Wyższej Szkoły Humanistycznej. Działa od 1999 roku. Uczestnikami Elbląskiego UTW są zarówno osoby starsze, jak i osoby niepełnosprawne. Działalność swoją prowadzi dzięki finansowemu wsparciu Prezydenta Miasta Elbląga, Państwowego Funduszu Rehabilitacji Osób Niepełnosprawnych oraz Fundacji Elbląg. UTW w Elblągu współpracuje m.in. z Elbląską Uczelnią Humanistyczno–Ekonomiczną, Gabinetem Promocji Zdrowia Wojewódzkiego Szpitala Zespolonego, Zespołem Szkół nr 1, Centrum Rehabilitacji, Centrum Pracy i Pomocy, Biblioteką Elbląską im. Cypriana Norwida. Swoim słuchaczom Elbląski uniwersytet proponuje:
- warsztaty rękodzieła artystycznego
- muzykoterapię
- arteterapię
- warsztaty malarskie
- zajęcia piosenkarskie
- zajęcia gimnastyczne
- zajęcia na krytej pływalni
- spotkania turystyczne
- zajęcia komputerowe
- lektoraty językowe
- udział w miejskich festynach i wystawach
- cotygodniowe bloki wykładów.

Płocki Uniwersytet Trzeciego Wieku jest pierwszym działającym w mieście powiatowym w województwie mazowieckim. Przy rekrutacji nie stawiano żadnych barier dotyczących wieku, płci, zawodu czy wykształcenia; dominują kobiety. Rozbieżność wiekowa waha się od 55 do 80 lat. Wszyscy mają wykształcenie zawodowe lub średnie, w 35% wyższe. Najliczniejszą grupę stanowią nauczyciele – ponad 40 osób. Osoby chętne do nauki języków obcych, uczęszczają na lektorat z języka niemieckiego, włoskiego lub angielskiego. Inni mogą wykazać swoje zdolności manualne, uczestnicząc w zajęciach sekcji rękodzielnictwa, oraz malarstwa. Ich prace wszyscy mogą podziwiać na corocznych wystawach. Bardzo często rzeczy użytkowe są przekazywane potrzebującym. Jest to forma wspomagania innych w miarę naszych możliwości.
Dość liczną grupę stanowią ci, którzy dbają o swoją sprawność fizyczną – oni realizują się na zajęciach gimnastycznych w Ośrodku Sportu i Rekreacji. Członkowie sekcji dyskusyjnej, na bieżąco śledzą nowości książkowe, pamiętają o rocznicach wielkich polskich twórców i dbają o to, by członkowie Uniwersytetu uczestniczyli w spektaklach teatralnych, premierach filmowych, wystawach lub ciekawych wydarzeniach muzycznych. Każdego roku słuchacze spotykają się przy wigilijnym stole i wielkanocnym jajku. Uniwersytet Trzeciego Wieku w Płocku na bieżąco śledzi życie społeczne i polityczne kraju. Spotykają się z politykami oraz włodarzami miasta Płocka.
Słuchacze płockiego UTW spotykają się w następujących grupach tematycznych:
- literacko-dyskusyjnej
- rękodzielniczej
- gospodarczej
- języka angielskiego
- języka włoskiego
- języka niemieckiego
- plastyki i malarstwa
- informatyki
- gimnastyki
- zespołu redakcyjnego.

Uniwersytet Trzeciego Wieku w Opolu powstał w 1977; słuchacze mieszczą się w przedziale wiekowym 61–78 lat. Kształcenie w Uniwersytecie Trzeciego Wieku w Opolu opiera się na potencjale naukowo-dydaktycznym Uniwersytetu Opolskiego. Wykładowcami są pracownicy wyższych uczelni, Instytutu Śląskiego oraz inni.
Tematyka wykładów obejmuje następujące zagadnienia:
- medycynę
- psychologię
- gerontologię
- kulturę fizyczną
- historię
- wybrane zagadnienia z kultury i sztuki, a także lektoraty języków obcych (angielskiego, niemieckiego, francuskiego, esperanto).

Swoje zainteresowania, pasje i możliwości twórcze słuchacze Opolskiego UTW realizują w zespołach zainteresowań. Bardzo rozwinęły się koła zainteresowań:
- sekcja plastyczna
- sekcja literacka
- sekcja gimnastyczna
- sekcja pływacka
- sekcja robótek ręcznych
- sekcja działkowa
- sekcja brydżowa
- sekcja wzajemnej pomocy
- chór.

Największym zainteresowaniem cieszy się sekcja gimnastyczna oraz pływacka. Opolski Uniwersytet organizuje również dla swoich słuchaczy wyjazdy rehabilitacyjno-wypoczynkowe, których głównym celem jest poprawa kondycji fizycznej i psychicznej słuchaczy. Aktualnie w Uniwersytecie realizowany jest program pt. „Jak dodać lat do życia” oraz Warsztaty Zdrowia połączone z wypoczynkiem na Orawie w gorących źródłach.
W celu zwiększenia aktywności słuchaczy podejmowana jest działalność na rzecz środowiska. W celu podtrzymania tradycji spotkań nie tylko na zajęciach dydaktycznych organizowane są imprezy okolicznościowe. Ścisły kontakt słuchacze UTW utrzymują ze studentami Uniwersytetu Opolskiego oraz Młodzieżą Szkoły Muzycznej w Opolu. Dobrze układa się również współpraca z Filharmonią, Teatrem i Galerią Współczesną.
Świadczona pomoc sprawia, że ludzie starsi czują się znowu potrzebni, ich doświadczenia życiowe są znakomicie wykorzystywane, nawiązują się nowe znajomości i przyjaźnie. Uniwersytet jest odskocznią od szarości dnia codziennego.

## Zasadnicze zadania
- dążenie do utrzymania indywidualnego dobrostanu psychofizycznego seniora
- osiągnięcie należytej i godnej pozycji człowieka starszego w społeczeństwie

Drogą do realizacji tych zadań jest edukacja, która może spełniać wiele funkcji:
- ćwiczyć umysł dla podtrzymania ogólnej sprawności organizmu
- integrować środowisko osób starszych ze sobą, jak również z innymi pokoleniami (generować kapitał społeczny osób starszych[28])
- przeciwdziałać osamotnieniu
- przekazywać, upowszechniać i aktualizować wiedzę
- zapobiegać marginalizacji i wykluczaniu ludzi starszych.

## Słuchacze
- uczestniczą na zasadzie dobrowolności
- przeważają kobiety
- mają wykształcenie formalne na średnim lub wyższym poziomie
- określani jako studenci UTW
- stanowią swoistą elitę osób starszych, dla których ważny jest indywidualny rozwój poprzez edukacje, mimo osiągniętego wieku
- reprezentowani przez samorządy słuchaczy.

Jeżeli chodzi o wymagania formalne, głównie wiek, wykształcenie kandydatów, czy też kryteria naboru, to jest to zależne od poszczególnych ośrodków i modeli ich funkcjonowania. Zróżnicowanie kryteriów naboru uwarunkowane jest możliwościami finansowymi oraz charakterem danego uniwersytetu. Praktykuje się rozmowy kwalifikacyjne, biorąc także pod uwagę osobiste aspiracje i zainteresowania poszczególnych kandydatów, ich aktywność, chęć działania na rzecz placówki i oczekiwania względem niej. Wiek osób przyjmowanych jest zróżnicowany, zazwyczaj powyżej 40 lat. Wymagane wykształcenie jest również zróżnicowane – niektóre uniwersytety przyjmują osoby bez ograniczeń, inne ograniczenia te stosują.

## Cele
- upowszechnianie inicjatyw edukacyjnych
- aktywizacja intelektualna, psychiczna, społeczna i fizyczna osób starszych
- poszerzanie wiedzy i umiejętności seniorów
- ułatwianie kontaktów z instytucjami takimi jak służba zdrowia, ośrodki kultury, ośrodkami rehabilitacyjnymi i innymi
- angażowanie słuchaczy w aktywność na rzecz otaczającego ich środowiska
- podtrzymywanie więzi społecznych i komunikacji międzyludzkiej wśród seniorów

Wymagania, które muszą spełnić uniwersytety, aby móc określać się jako uniwersytety trzeciego wieku, które określono podczas konferencji zorganizowanej w 2004 roku przy współudziale polskich UTW, Uniwersytetu Jagiellońskiego w Krakowie, a także Polsko-Amerykańskiej Fundacji Wolności, należą do nich:
- lokalizacja placówki przy szkole wyższej (najlepiej humanistycznej) jako jej część, w ramach zawartej z uczelnią umowy, czy też ścisłej współpracy z nią, bądź bezpośredniego patronatu uczelni. Mogą to być także placówki utworzone przy filiach tychże uczelni.
- wykładowcami tego typu uniwersytetów winni być wyłącznie pracownicy naukowi szkół wyższych
- dodatkowym wymogiem formalnym ma być dogodna, pod względem komunikacji, lokalizacja, umożliwiająca dojazd pracowników naukowych danej uczelni na wykłady.

Taki model uniwersytetu (wzór francuski) ma zapewnić akademicki poziom kształcenia i kładzie duży nacisk na zajęcia dydaktyczne.

## Podstawy prawne
Przed 1 października 2018 uniwersytety trzeciego wieku działały w oparciu o przepis art. 6 ust. 1 pkt 5 ustawy z dnia 27 lipca 2005 r. – Prawo o szkolnictwie wyższym.